# Калинівка (місто)
Кали́нівка — місто в Україні, центр Калинівської міської територіальної громади Хмільницького району Вінницької області.

## Історія
Калинівку засновано в першій половині XVIII ст., Була спроба пов'язати назву селища з калиною, якої нібито колись тут було багато. Історичні джерела свідчать, що назва ця походить від прізвища польського магната Калиновського, який загарбав тутешні землі й закріпачив селян. Пізніше власниками маєтку у Калинівці були Холоневські.
1774 року в Калинівці налічувалося 44 двори, у яких проживало 143 особи. Існувала також ще одна назва цієї місцевості, точна назва невідома, але є здогадки, що цією назвою була Полова.
Станом на 1885 рік у колишньому власницькому містечку, центрі Калинівської волості Вінницького повіту Подільської губернії, мешкало 920 осіб, налічувалось 143 дворових господарства, існували православна церква, синагога, 6 постоялих дворів, постоялий будинок, 28 лавок, цегельний завод, відбувались базари через 2 тижні.
1892 у містечку існувало 238 дворових господарства, проживало 1606 мешканців.
На іншому березі річки Жердь розташований сучасний мікрорайон Калинівки — Варшиця, що свого часу був окремим селом. З 19 ст. по 1923 роки село Варшиця входило до складу Мало-Чернятинської волості Бердичівського повіту Київської губернії. 1900 року у селі налічувалося 897 мешканців, що мешкали у 157 дворах. У селі була православна церква, каплиця, церковно-парафіяльна школа, вітряк, кузня та соломорізка.
За переписом 1897 року кількість мешканців зросла до 2558 осіб (1265 чоловічої статі та 1293 — жіночої), з яких 1448 — православної віри, 1052 — юдейської.
У серпні 2015 року місто стало центром новоствореної Калинівської міської громади.
26 вересня 2017 року на 48 арсеналі ЗСУ в Калинівці розпочалися вибухи снарядів. Відбулась евакуація місцевих жителів у радіусі 10 км від центру пожежі. Вибухи тривали протягом 3 днів. Потім були поодинокі вибухи снарядів.

## Населення

### Національний склад
Розподіл населення за національністю за даними перепису 2001 року:
| Національність  | Відсоток |
| --------------- | -------- |
| українці        | 94.69%   |
| росіяни         | 4.08%    |
| поляки          | 0.30%    |
| білоруси        | 0.24%    |
| вірмени         | 0.22%    |
| євреї           | 0.11%    |
| інші/не вказали | 0.36%    |

### Мовний склад
Розподіл населення за рідною мовою за даними перепису 2001 року:
| Мова            | Кількість | Відсоток |
| --------------- | --------- | -------- |
| українська      | 19004     | 95.75%   |
| російська       | 781       | 3.93%    |
| вірменська      | 24        | 0.12%    |
| білоруська      | 16        | 0.08%    |
| румунська       | 7         | 0.04%    |
| інші/не вказали | 16        | 0.08%    |
| Усього          | 19848     | 100%     |

## Географія
Калинівка розташована на Подільській височині, вздовж берегів маленької річки Жердь, притоки Південного Бугу, за 27 км на північ від обласного центру (автошлях E583), а також за 240 км чи за 3 години їзди від столиці України. Місто та його околиці розташовані у смузі лісостепу, у межах Українського кристалічного щита, прикритого четвертинними відкладеннями пісків, глин, вапняків. Вони разом з рослинністю утворили родючі чорноземні ґрунти. Фундамент цього масиву складається з найдавніших порід: гранітів, гнейсів, сієнітів, які в деяких місцях виходять на поверхню та являють собою цінний будівельний матеріал.

### Клімат
Лежить місто на 49° пн.ш., тобто в середніх широтах, що визначає помірність її клімату. Для міста властиве тривале іноді спекотне, досить вологе літо та порівняно коротка не сувора зима. Через потепління середня температура січня зросла до −2,4°С, липня +24,8°С. Річна кількість опадів 638 мм.
Із несприятливих кліматичних явищ на території міста спостерігаються хуртовини (від 6 до 20 днів на рік), тумани в холодний період року (37-60 днів), грози з градом (3-5 днів).
Тривалість світлового дня коливається від 8 годин 9 хвилин до 16 годин 16 хвилин.
Нижче подано показники середньої температури повітря за 2018 рік:
| Клімат Калинівки        | Клімат Калинівки | Клімат Калинівки | Клімат Калинівки | Клімат Калинівки | Клімат Калинівки | Клімат Калинівки | Клімат Калинівки | Клімат Калинівки | Клімат Калинівки | Клімат Калинівки | Клімат Калинівки | Клімат Калинівки | Клімат Калинівки |
| Показник                | Січ.             | Лют.             | Бер.             | Квіт.            | Трав.            | Черв.            | Лип.             | Серп.            | Вер.             | Жовт.            | Лист.            | Груд.            | Рік              |
| Середня температура, °C | −0,8             | −2,4             | 0,5              | 18,2             | 22,6             | 23               | 23,4             | 26,5             | 19,6             | 14,6             | 2,2              | −1,4             | 12,2             |
| Норма опадів, мм        | 40               | 38               | 35               | 49               | 63               | 87               | 92               | 68               | 46               | 34               | 42               | 44               | 638              |
| ----------------------- | ---------------- | ---------------- | ---------------- | ---------------- | ---------------- | ---------------- | ---------------- | ---------------- | ---------------- | ---------------- | ---------------- | ---------------- | ---------------- |

## Економіка
Нині Калинівка одне з передових міст Вінницької області. Калинівка має багатогалузевий виробничий комплекс, провідне місце в якому займає харчова промисловість.
Основні промислові підприємства міста: ТОВ «Солодка Хата»(торти, тістечка тощо), ЗАТ «Калинівський машзавод» (буртоукладальна техніка, обладнання для сушіння молока),  ВАТ «Вінніфрут» (соки),  , ВАТ «Агромаш»(труби, борони, агрегати комбіновані), ЗАТ «Калина» (швейні вироби), «Перша національна миловарна компанія» (мило), Калинівський молокозавод (молоко, сир, масло).
ЗАТ «Калинівський машинобудівний завод». На підприємстві виготовляють: буртоукладочні машини, авторозгрузчики гідравлічні, молокосушки, товари народного споживання, у тому числі котли опалювальні газові різних модифікацій. Чисельність працюючих на заводі — 500 осіб. Вироблено продукції в 2003 р. на суму — 11 млн грн.
ТОВ «Вінніфрут». Види діяльності: виробляють безалкогольні напої, фруктові та овочеві соки. В 2003 році вироблено продукції на суму 61,4 млн грн. На підприємстві працює 950 осіб.
ВАТ «Калинівський агромаш» — нині по праву вважається одним з найкращих промислових підприємств району. Широкої популярності у споживачів набула ґрунтообробна техніка з маркою Калинівського «Агромашу». Уже декілька років підприємство випускає агрегати для обробітку ґрунту «АК—4», які працюють на полях не тільки Вінницької області, а й Чернігівської, Херсонської, Харківської областей. Великого попиту у сільськогосподарських виробників набула удосконалена пружинна борона для знищення бур'янів «БПШ—8», використання якої дозволяє на 60-70 відсотків знищувати бур'яни. Велику роль має власне виробництво труб, яке нині є основним видом виробництва. «За вагомий внесок у розвиток агропромислового комплексу» у 2001 році підприємство нагороджено Почесною Грамотою Кабінету Міністрів України. Постійна орієнтація підприємства на потреби і побажання замовників, багаторічний досвід в ремонті, застосування прогресивних технологій і кваліфіковані кадри дозволяють акціонерному товариству успішно функціонувати і бути конкурентноздатними на ринку України. Покупцями продукції підприємства є представники майже всіх регіонів України. Роботи виконуються в найкоротші строки і з збереженням високої якості і гарантії. Продукція підприємства неодноразово експортувалась на відомих міжнародних і регіональних виставках.
Основні підприємства сфери послуг: ТОВ «Каргофай» (логістика), ПП «АВ ТРАНС» (вантажоперевезення), ПП "ТРК «Твін» (телебачення, інтернет).
Протягом 2004 р. в економіці міста зберігалась позитивна тенденція нарощування обсягів промислового виробництва, темп росту у виробничій галузі за 9 місяців склав 123,3 %.
Будівельний комплекс нараховує 6 організацій, що здійснюють будівельні та ремонтні роботи
Зокрема: ЗАТ «Калинівське БМУ-5», Державна будівельна фірма «Альфа», Калинівське районне дорожне державне підприємство «Калинівський райавтодор», ТОВ «Калинівський райміжгоспбуд», Калинівська міжгосподарська шляхова будівельна дільниця, Калинівська госпрозрахункова дорожна дільниця Вінницького ДЕП та приватні фірми, які виконують ремонтно-будівельні роботи згідно з європейськими стандартами.
Протягом 9 місяців 2003 р. забудовниками району усіх форм власності введено в дію 16 житлових будинків, загальною площею 1890 м², 6,4 км газопроводу, 2,1 км автошляхів.
На 2003 рік у Калинівці спостерігалась економічна криза, характерна для економіки України в цілому, різко позначилась на господарстві Вінницької області, району.
Внаслідок порушення традиційно налагоджених економічних зв'язків, стрімкого підвищення цін на енергоресурси, спостерігається спад у виробництві промислової продукції, виконанні робіт та послуг, зростання цін на товари привело до падіння життєвого рівня населення.
Скоротились обсяги перевезень вантажів на залізничному транспорті, а також пасажирів. Складною і нерозв'язаною проблемою залишається екологічна.
Всього в Калинівці налічується більше 30 промислових підприємств.
Понад 85 магазинів.

## Транспорт
Усі населені пункти району з'єднані дорогами з покриттям, є мережа автобусних сполучень. Важливу роль відіграють залізничні далекі і приміські перевезення.
Автомобільні перевезення у Калинівському районі здійснюються ВАТ «Корделівське АТП 10561», ДП «Віннтрас», ВАТ «Калинівське АТП 10509» та іншими перевізниками.
ВАТ «Калинівське АТП 10509» нагороджено Дипломом комітету транспорту і зв'язку Верховної Ради України в 2004 р. як лідера транспортної галузі загальноукраїнського проекту «Україна транспортна».
У 2010 р. відкрито об'їзну дорогу навколо міста, з мостом, яка будувалася протягом 17 років.

### Залізничний транспорт
Калинівка важливий залізничний вузол на лініях Київ—Одеса, Київ—Кам'янець-Подільський, Бердичів—Вінниця, Козятин — Хмельницький (Гречани), Калинівка—Хмільник—Шепетівка.
Щодня в Калинівці навантажуються вантажні поїзди різноманітними матеріалами.

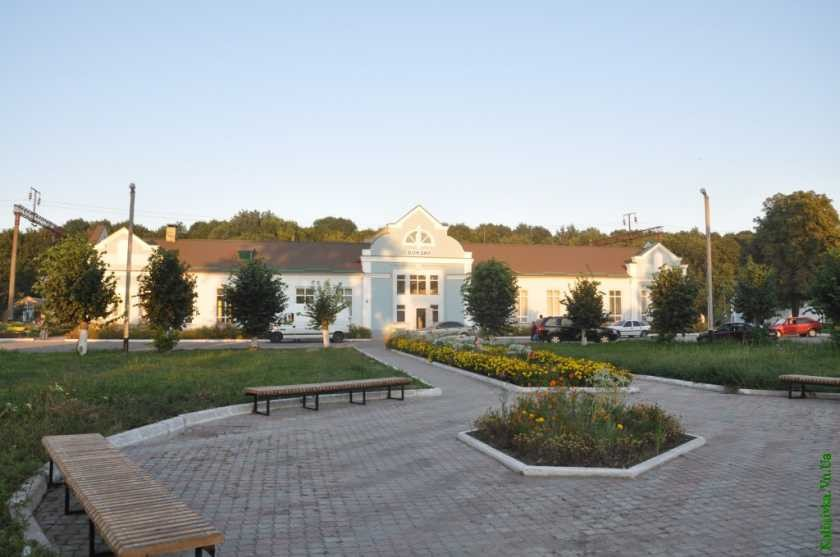
Залізничний вокзал

В Калинівці є кілька залізничних станцій: Калинівка-1, Варшиця, зупинка Робоча, Калинівка-2 (за містом). Через Калинівку-1 і Варшицю проходить магістральна двоколійна електрифікована лінія Жмеринка-Козятин. Щодня через Калинівку іде багато міжміських, приміських і вантажних поїздів.
Є неелектрифіковане відгалуження на Старокостянтинів. Законсервована лінія на Турбів. Раніше була колія на Погребище через Нову Греблю, Андрусів. Проте її було законсервовано, а потім розібрано.

#### Пасажирські поїзди дальнього сполучення
Міжміські поїзди сполучають Калинівку з:
- Шепетівкою, Здолбуновом, Рівним, Луцьком, Ковелем
- Києвом
- Вапняркою, Подільськом, Роздільною I, Одесою
- Хмельницьким, Тернополем, Львовом.

#### Приміські електропоїзди
Налагоджено рух приміських електропоїздів із Жмеринки на Козятин через Браїлів, Гнівань, Вінницю, Калинівку-1, Варшицю, Гулівці.
Станції Калинівка-2 і Робоча приймають рейкові автобуси (дизель-поїзди 2-вагонної составності підвищеного комфорту) сполученням Вінниця-Хмельницький через Старокостянтинів.
Станція Варшиця теж приймає ці рейкові автобуси і електропоїзди сполученням Жмеринка-Козятин.

## Громадська та адміністративна діяльність
Зареєстровано 30 громадських організацій.
Мером Калинівки є Поліщук Василь Кіндратович.
Склад депутатського корпусу КМР:
| Партійність                          | Кількість |
| ------------------------------------ | --------- |
| ПП «Українська стратегія Гройсмана»  | 11        |
| ВО «Батьківщина»                     | 4         |
| ПП «Європейська солідарність»        | 4         |
| ПП «Слуга народу»                    | 3         |
| ПП «За майбутнє»                     | 3         |
| ПП «Опозиційна платформа — за життя» | 3         |

## Соціальна сфера

### Зв'язок
Місто має 100 % покриття державних, обласних телеканалів, мобільний зв'язок та покриття CDMA. Районний вузол зв'язку обладнаний сучасними, зручними кабінами для виходу у Інтернет. Також вихід у Інтернет доступний і для звичайних користувачів у квартирах і будинках.

### Медицина
Мережа медичних закладів району складається з поліклініки, 2 амбулаторій, центру первинно-медичної допомоги, вбудованої медамбулаторії та 16 аптек.

### Заклади освіти
Працюють 4 загальноосвітні школи, 7 дошкільних закладів та Калинівський технологічний фаховий коледж. Останній співпрацює з Хмельницьким національним університетом.

### ЗМІ
Калинівка.City [Архівовано 7 грудня 2019 у Wayback Machine.]— міське інтернет-видання, запущене у листопаді 2018 року колективом районної газети «Прапор перемоги» та Агенцією розвитку локальних медіа «Або».
Друкується районна газета «Прапор перемоги», рекламно-розважальні «Калинівка FM», «Базармен».

### Спорт
У місті є стадіон та Калинівська дитячо-юнацька спортивна школа "АВАНГАРД". Баскетбольні та волейбольні кружки також команда хокею на траві.

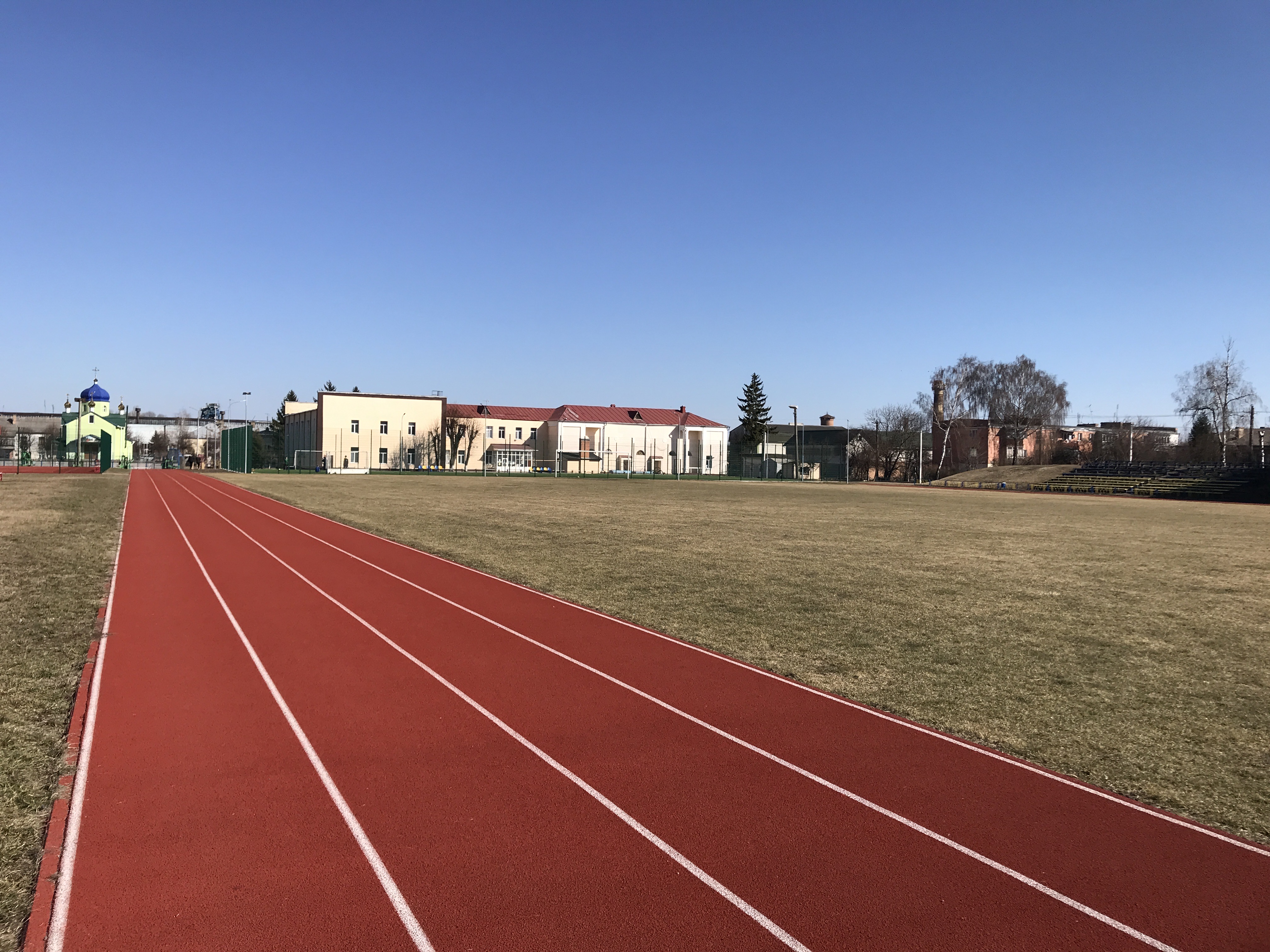
Міський стадіон

## Релігія
Калинівка має культові споруди, зокрема церкви та костели:
1 — Українська Православна Церква Київського Патріархату,
1 — Українська Римо-Католицька Церква,
3 — інші споруди,
3 — Православна Церква Московського Патріархату.

## Культура
У Калинівці діє центральна районна бібліотека, яка в останні роки досягла високого рівня розвитку. При калинівській бібліотечній системі в районі існує 36 її бібліотек-філій, з них 5 власне у місті. Два будинки культури, більше 10 розважальних закладів.

#### Всеукраїнське свято гумору та сатири імені Степана Руданського
Уже більше чверті століття Калинівка радо вітає шанувальників творчості Степана Руданського. Сюди щороку приїжджають люди, аби відвідати музей поета, вшанувати пам'ять автора відомих «Співомовок» та «Повій вітре…». В різні роки гостями свята були відомі гумористи, майстри пера Павло Глазовий, Анатолій Паламаренко, Олег Чорногуз, Діана Петриненко, Євген Дудар, Анатолій Гарматюк, Дмитро Білоус, Ніна Гнатюк, Василь Юхимович, Ганна Чубач та інші митці, поети та письменники.
На гостини до Калинівки приїздять художні та аматорські колективи з різних куточків України, для яких свято Руданського стало рідним. От і цього року про свою участь у святі заявили представники веселого цеху з Києва, Львівської, Тернопільської, Черкаської, Миколаївської областей. За традицією, у ці дні відбувається і фінал обласного конкурсу читців гумору імені Степана Руданського. Загалом, понад сотня акторів виступає на святі. Про бажання взяти участь у веселому дійстві заявив і народний артист України Анатолій Паламаренко.
У програмі свята передбачено: святкова торгівля; виставка птахів та тварин; розваги і конкурси з призами; працюватиме містечко майстрів народної творчості.

## Місто-побратим
Сент-Мену, Франція

## Відомі уродженці
- Ян Кароль Сенкевич (1793—1860) — польський бібліограф, історик, бібліотекар і редактор.
- Буяльський Віталій Казимирович (1993 р.н.) — футболіст збірної України та ФК «Динамо» Київ.
- Грушко Василь Павлович (1982—2022) — сержант Збройних сил України учасни російсько-української війни. Загинув 15 травня внаслідок артилерійського обстрілу російських військ.
- Домбровський Олександр Георгійович (7 липня 1962 року) — український політичний діяч, мер міста Вінниці (2002—2005 рр.), голова Вінницької обласної державної адміністрації (2005—2010 рр.), народний депутат України 7 скликання (2012—2013 рр. — ВАСУ скасував постанови ЦВК в частині реєстрації вказаних народних депутатів і визнав відсутність у них статусу і повноважень народних депутатів України.[10][11]).
- Гуменчук Володимир Васильович (13 листопада 1971 року) — український співак і композитор.
- Заболотний Олег Анатолійович (1981—2022) — підполковник Збройних сил України, учасник війни на сході України та російсько-української війни. Загинув 15 квітня внаслідок ракетного удару російських загарбників по аеродрому в місті Олександрія.
- Калитко Сергій Леонідович (нар. 1947) — український історик.
- Катрич В'ячеслав Степанович (1979—2014) — боєць добровольчого батальйону патрульної служби міліції особливого призначення «Миротворець» ГУ МВС України в Київській області, лицар ордену «За мужність», почесний громадянин міста Калинівка.
- Кисельов Сергій Олександрович (військовик) (1981—2022) — молодший сержант Збройних сил України учасник російсько-української війни. Загинув 20 травня в ході танкового бою.
- Коган Андрій Ігорович (1984—2014) — сержант Збройних сил України, учасник російсько-української війни.
- Колесник Вікторія Василівна (1969 р.н.) — український історик і краєзнавець.
- Левандовська Людмила Мартинівна
- Нестерчук Вадим Володимирович (1970–2013) — український професійний гонщик. Учасник гоночних змагань Ралі Дакар.
- Олексюк Максим Вікторович (1995—2019) — сержант Збройних сил України, учасник російсько-української війни.
- Пилипчук Володимир Терентійович — український художник.
- Поліщук Леонід Клавдійович (26 липня 1954 року) — український науковець, завідувач кафедри галузевого машинобудування Вінницького національного технічного університету, доктор технічних наук, професор, академік Підйомно-транспортної академії України.
- Савицький Віктор Миколайович (25 квітня 1948 року) — український гідрохімік, кандидат хімічних наук, старший науковий співробітник, доцент Київського національного університету імені Тараса Шевченка.
- Яремчук Сергій Олександрович (1977—2017) — старший сержант Збройних сил України, учасник російсько-української війни.